# Melissoptila ochromelaena
Melissoptila ochromelaena är en biart som först beskrevs av Jesus Santiago Moure 1943.  Melissoptila ochromelaena ingår i släktet Melissoptila och familjen långtungebin. Inga underarter finns listade i Catalogue of Life.